# Союз фашистської молоді
Сою́з фаши́стської мо́лоді (СФМ) — молодіжна організація Російської фашистської партії (РФП), створена в 1936 році в Харбіні. До її дав автоматично зараховували усіх членів РФП віком від 16 до 25 років. Союз очолював І. Н. Дунаєв, який мав багаторічний досвід роботи в виховних органах. Організація діяла відповідно до статуту Союзу фашистської молоді.

## Структура
Ідеологія і тактика союзу повністю визначалися ідеологією та тактикою Російської фашистської партії.
Зарахування до союзу здійснювалося автоматично: до нього зараховувалися всі члени організацій Російської фашистської партії відповідного віку, незалежно від статі. У цьому вони залишалися членами відповідних організацій РФП.
СФМ поділявся на дві групи: молодшу та старшу. Кожна група мала два ступені: юних фашистів та фашисток; авангардистів та авангардисток. Для переходу зі ступеня до ступеня складалися іспити. Успішно здали другий ступінь норм СФМ зараховувалися до фашистської «Академії імені П. А. Столипіна».
У СФМ працювали культурно-освітній, драматичний і філософський гуртки, а також школи крою та шиття та вивчення мов. Найважливішими секціями СФМ значилися політична та військова. Структурними одиницями союзу були філії при відділах РФП. Керівник союзу призначався головою РФП, решта керівників призначалася наказами керівника СФМ.
12 квітня 1939 року виник «Антикомуністичний союз молоді», який також став резервом поповнення рядів Російський фашистський союз. До нього, крім СФМ, входили «Союз націоналістичної молоді», «Молода ім'я отамана Семенова станиця» тощо.